# Esclavitud del salari
El terme Esclavitud del salari fa referència a condicions de treball atàviques o degenerades, tal com eren usuals als estats industrials fins a la 2a meitat del segle xix i existeixen avui encara a molts nínxols socialment subdesenvolupats, nínxols sense drets de l'economia mundial.
L'esclavitud salarial està marcada per una estesa anarquia dels treballadors davant l'explotació arbitrària per part dels empresaris que disposen de tot el poder. Un indicador de l'esclavitud salarial és entre altres coses el nivell de les remuneracions, que en el cas de les despeses totals de la població activa només els permet de dur una vida al llindar de la pobresa. És típic també que els empleats rebin el seu salari en l'esclavitud salarial parcialment o fins i tot totalment en forma de productes naturals.
Es produeix un enduriment posterior quan els treballadors, allunyats dels assentaments humans, es veuen obligats a gastar més del guanyen en negocis del seu empresari per tal d'aconseguir queviures i altres coses d'ús quotidià i necessari, de mode i manera que, necessàriament, en absència d'altres possibilitats, es veuen abocats a endeutar-se de manera significativa, la qual cosa augmenta el seu grau de dependència (com va ocórrer durant els anys 1990 en les obres d'una carretera al nord de l'Índia i d'un túnel al remot Himàlaia).